# Liste des monuments historiques de Châteaudun

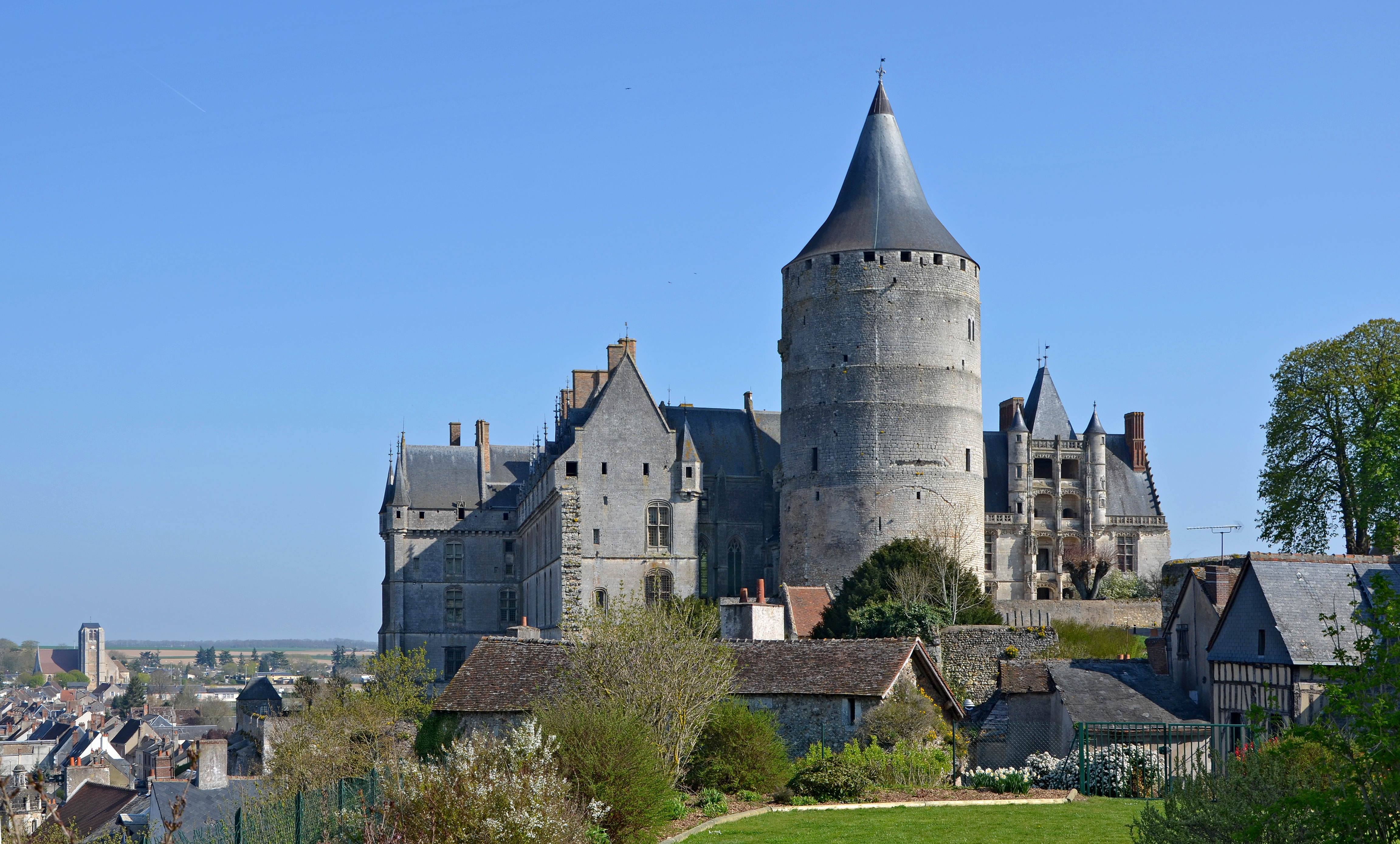
Le château de Châteaudun et son donjon.

Cet article recense les monuments historiques de Châteaudun dans le département français d'Eure-et-Loir, en région Centre-Val de Loire.

## Statistiques
Châteaudun compte 58 édifices comportant au moins une protection au titre des monuments historiques, soit 16 % du total d'Eure-et-Loir. 10 d'entre eux comportent au moins une partie classée ; les 48 autres sont inscrits.
Quarante-quatre protections concernent des édifices entourant la place du 18-Octobre, principalement des immeubles, huit autres protections concernent des édifices religieux et quatre des maisons, auxquelles s'ajoutent les protections du château et de l'hôpital.
En complément, l'ancienne usine Optique et Précision de Levallois et le centre nautique bénéficient du label Architecture contemporaine remarquable, respectivement depuis 2016 et 2023.

## Liste illustrée
| Monument                                           | Adresse                                                             | Coordonnées                      | Notice         | Protection                             | Date      | Illustration                                       |
| -------------------------------------------------- | ------------------------------------------------------------------- | -------------------------------- | -------------- | -------------------------------------- | --------- | -------------------------------------------------- |
| Centre nautique                                    | 19 rue du Champdé                                                   | 48° 04′ 01″ nord, 1° 20′ 06″ est | « ACR0001868 » | Architecture contemporaine remarquable | 2023      | Image manquante Téléverser                         |
| Chapelle Notre-Dame-du-Champdé                     | 18 rue Charles Péguy Rue du Champdé                                 | 48° 04′ 05″ nord, 1° 20′ 04″ est | « PA00097020 » | Classé                                 | 1879      | Chapelle Notre-Dame-du-Champdé                     |
| Château                                            | Place Jehan-de-Dunois                                               | 48° 04′ 15″ nord, 1° 19′ 25″ est | « PA00097021 » | Classé Inscrit                         | 1918 1946 | Château                                            |
| Commanderie de Notre-Dame-de-la-Boissière          | Rue des Fouleries                                                   | 48° 04′ 43″ nord, 1° 20′ 10″ est | « PA00097022 » | Inscrit                                | 1928      | Commanderie de Notre-Dame-de-la-Boissière          |
| Couvent des Cordeliers                             | Impasse des Cordeliers                                              | 48° 04′ 03″ nord, 1° 19′ 51″ est | « PA00097023 » | Inscrit                                | 1929      | Couvent des Cordeliers                             |
| Église de la Madeleine                             | Square de la Madeleine                                              | 48° 04′ 08″ nord, 1° 19′ 30″ est | « PA00097024 » | Classé                                 | 1922      | Église de la Madeleine                             |
| Église Saint-Jean-de-la-Chaîne                     | Rue de l'Église Rue Saint-Jean                                      | 48° 04′ 37″ nord, 1° 19′ 13″ est | « PA00097025 » | Classé                                 | 1907      | Église Saint-Jean-de-la-Chaîne                     |
| Église Saint-Lubin                                 | Place Jehan-de-Dunois                                               | 48° 04′ 12″ nord, 1° 19′ 26″ est | « PA00097026 » | Inscrit                                | 1929      | Église Saint-Lubin                                 |
| Église Saint-Médard (vestiges)                     | Carrefour Saint-Médard                                              | 48° 04′ 15″ nord, 1° 19′ 22″ est | « PA00097027 » | Inscrit                                | 1929      | Image manquante Téléverser                         |
| Église Saint-Valérien                              | Rue Saint-Valérien Rue Gambetta                                     | 48° 04′ 09″ nord, 1° 19′ 52″ est | « PA00097028 » | Classé                                 | 1907      | Église Saint-Valérien                              |
| Hôpital                                            | Square de la Madeleine                                              | 48° 04′ 08″ nord, 1° 19′ 28″ est | « PA00097029 » | Classé Inscrit                         | 1948 1949 | Hôpital                                            |
| Hôtel de ville                                     | 2 place du 18-Octobre (façades nord-ouest)                          | 48° 04′ 13″ nord, 1° 19′ 40″ est | « PA00097030 » | Inscrit                                | 1953      | Hôtel de ville                                     |
| Maison du XVIe siècle                              | Rue de la Cuirasserie Rue des Huileries                             | 48° 04′ 09″ nord, 1° 19′ 30″ est | « PA00097075 » | Classé                                 | 1925      | Maison du XVIe siècle                              |
| Maison du XVIe siècle Louis Esnault                | 2, rue Saint-Lubin                                                  | 48° 04′ 12″ nord, 1° 19′ 29″ est | « PA00097076 » | Classé                                 | 1922      | Maison du XVIe siècleLouis Esnault                 |
| Maison Renaissance dite des Architectes du Château | 11 rue Saint-Médard                                                 | 48° 04′ 14″ nord, 1° 19′ 21″ est | « PA00097077 » | Classé                                 | 1941      | Maison Renaissance dite des Architectes du Château |
| Maison de la Vierge et restes de la Porte d'Abas   | Rue de la Porte-d'Abas                                              | 48° 04′ 11″ nord, 1° 19′ 24″ est | « PA00097074 » | Classé                                 | 1945      | Maison de la Viergeet restes de la Porte d'Abas    |
| Immeuble de l'Office du tourisme                   | Place du 18-Octobre Angle de la rue de Luynes et de la rue Toufaire | 48° 04′ 15″ nord, 1° 19′ 40″ est | « PA00097066 » | Inscrit                                | 1953      | Immeuble de l'Office du tourisme                   |
| Immeuble de la police municipale                   | 1 place du 18-Octobre (façades nord-ouest)                          | 48° 04′ 14″ nord, 1° 19′ 40″ est | « PA00097031 » | Inscrit                                | 1953      | Immeuble de la police municipale                   |
| Immeuble de commerce                               | 3 place du 18-Octobre (façades nord-ouest)                          | 48° 04′ 13″ nord, 1° 19′ 41″ est | « PA00097032 » | Inscrit                                | 1953      | Immeuble de commerce                               |
| Immeuble de commerce                               | 4 place du 18-Octobre (façades nord-ouest)                          | 48° 04′ 13″ nord, 1° 19′ 41″ est | « PA00097033 » | Inscrit                                | 1953      | Immeuble de commerce                               |
| Immeuble de commerce                               | 5 place du 18-Octobre (façades sud-ouest)                           | 48° 04′ 12″ nord, 1° 19′ 41″ est | « PA00097034 » | Inscrit                                | 1953      | Immeuble de commerce                               |
| Immeuble de commerce                               | 5bis place du 18-Octobre (façades sud-ouest)                        | 48° 04′ 12″ nord, 1° 19′ 41″ est | « PA00097035 » | Inscrit                                | 1953      | Immeuble de commerce                               |
| Immeuble de commerce                               | 6 place du 18-Octobre (façades sud-ouest)                           | 48° 04′ 12″ nord, 1° 19′ 41″ est | « PA00097036 » | Inscrit                                | 1953      | Immeuble de commerce                               |
| Immeuble de commerce                               | 7 place du 18-Octobre (façades sud-ouest)                           | 48° 04′ 12″ nord, 1° 19′ 41″ est | « PA00097037 » | Inscrit                                | 1953      | Immeuble de commerce                               |
| Immeuble de commerce                               | 8 place du 18-Octobre (façades sud-ouest)                           | 48° 04′ 12″ nord, 1° 19′ 41″ est | « PA00097038 » | Inscrit                                | 1953      | Immeuble de commerce                               |
| Immeuble de commerce                               | 9 place du 18-Octobre (façades sud-ouest)                           | 48° 04′ 11″ nord, 1° 19′ 41″ est | « PA00097039 » | Inscrit                                | 1953      | Immeuble de commerce                               |
| Immeuble de banque                                 | 10 place du 18-Octobre (façades sud-ouest)                          | 48° 04′ 11″ nord, 1° 19′ 41″ est | « PA00097040 » | Inscrit                                | 1953      | Immeuble de banque                                 |
| Immeuble                                           | Place du 18-Octobre 2 rue de la Madeleine                           | 48° 04′ 11″ nord, 1° 19′ 41″ est | « PA00097073 » | Inscrit                                | 1953      | Image manquante Téléverser                         |
| Immeuble                                           | 11 place du 18-Octobre (façades sud)                                | 48° 04′ 11″ nord, 1° 19′ 42″ est | « PA00097041 » | Inscrit                                | 1953      | Image manquante Téléverser                         |
| Immeuble                                           | 12 place du 18-Octobre (façades sud)                                | 48° 04′ 11″ nord, 1° 19′ 42″ est | « PA00097042 » | Inscrit                                | 1953      | Image manquante Téléverser                         |
| Immeuble                                           | 13 place du 18-Octobre (façades sud)                                | 48° 04′ 11″ nord, 1° 19′ 42″ est | « PA00097043 » | Inscrit                                | 1953      | Immeuble                                           |
| Immeuble                                           | 14 place du 18-Octobre (façades sud)                                | 48° 04′ 11″ nord, 1° 19′ 43″ est | « PA00097044 » | Inscrit                                | 1953      | Immeuble                                           |
| Immeuble                                           | 15 place du 18-Octobre (façades sud)                                | 48° 04′ 11″ nord, 1° 19′ 43″ est | « PA00097045 » | Inscrit                                | 1953      | Immeuble                                           |
| Immeuble                                           | 16 place du 18-Octobre (façades sud)                                | 48° 04′ 11″ nord, 1° 19′ 44″ est | « PA00097046 » | Inscrit                                | 1953      | Immeuble                                           |
| Immeuble                                           | 17 place du 18-Octobre (façades sud)                                | 48° 04′ 11″ nord, 1° 19′ 44″ est | « PA00097047 » | Inscrit                                | 1953      | Immeuble                                           |
| Immeuble                                           | 18 place du 18-Octobre (façades sud)                                | 48° 04′ 11″ nord, 1° 19′ 45″ est | « PA00097048 » | Inscrit                                | 1953      | Immeuble                                           |
| Immeuble                                           | Place du 18-Octobre 2 rue Gambetta                                  | 48° 04′ 11″ nord, 1° 19′ 46″ est | « PA00097070 » | Inscrit                                | 1953      | Image manquante Téléverser                         |
| Immeuble                                           | Place du 18-Octobre 3 rue Gambetta                                  | 48° 04′ 11″ nord, 1° 19′ 45″ est | « PA00097071 » | Inscrit                                | 1953      | Image manquante Téléverser                         |
| Immeuble                                           | Place du 18-Octobre 5 rue Gambetta                                  | 48° 04′ 11″ nord, 1° 19′ 46″ est | « PA00097072 » | Inscrit                                | 1953      | Image manquante Téléverser                         |
| Immeuble de commerce                               | 19 place du 18-Octobre (façades sud-est)                            | 48° 04′ 11″ nord, 1° 19′ 46″ est | « PA00097049 » | Inscrit                                | 1953      | Immeuble de commerce                               |
| Immeuble d'assurance                               | 20 place du 18-Octobre (façades sud-est)                            | 48° 04′ 12″ nord, 1° 19′ 46″ est | « PA00097050 » | Inscrit                                | 1953      | Immeuble d'assurance                               |
| Immeuble de commerce                               | 21 place du 18-Octobre (façades sud-est)                            | 48° 04′ 12″ nord, 1° 19′ 46″ est | « PA00097051 » | Inscrit                                | 1953      | Immeuble de commerce                               |
| Immeuble de banque                                 | 25 place du 18-Octobre (façades nord-est)                           | 48° 04′ 13″ nord, 1° 19′ 46″ est | « PA00097052 » | Inscrit                                | 1953      | Immeuble de banque                                 |
| Immeuble                                           | 26 place du 18-Octobre (façades nord-est)                           | 48° 04′ 13″ nord, 1° 19′ 46″ est | « PA00097053 » | Inscrit                                | 1953      | Image manquante Téléverser                         |
| Immeuble                                           | 28 place du 18-Octobre (façades nord-est)                           | 48° 04′ 15″ nord, 1° 19′ 45″ est | « PA00097054 » | Inscrit                                | 1953      | Image manquante Téléverser                         |
| Immeuble                                           | 29 place du 18-Octobre (façades nord-est)                           | 48° 04′ 15″ nord, 1° 19′ 44″ est | « PA00097055 » | Inscrit                                | 1953      | Image manquante Téléverser                         |
| Immeuble                                           | Place du 18-Octobre 2 rue Jean-Moulin (ex-rue de Chartres)          | 48° 04′ 15″ nord, 1° 19′ 44″ est | « PA00097067 » | Inscrit                                | 1953      | Image manquante Téléverser                         |
| Immeuble                                           | Place du 18-Octobre 4 rue Jean-Moulin (ex-rue de Chartres)          | 48° 04′ 16″ nord, 1° 19′ 44″ est | « PA00097068 » | Inscrit                                | 1953      | Image manquante Téléverser                         |
| Immeuble                                           | Place du 18-Octobre 6 rue Jean-Moulin (ex-rue de Chartres)          | 48° 04′ 16″ nord, 1° 19′ 45″ est | « PA00097069 » | Inscrit                                | 1953      | Image manquante Téléverser                         |
| Immeuble                                           | 30 place du 18-Octobre (façades nord)                               | 48° 04′ 15″ nord, 1° 19′ 43″ est | « PA00097056 » | Inscrit                                | 1953      | Immeuble                                           |
| Immeuble                                           | 31 place du 18-Octobre (façades nord)                               | 48° 04′ 15″ nord, 1° 19′ 43″ est | « PA00097057 » | Inscrit                                | 1953      | Immeuble                                           |
| Immeuble                                           | 32 place du 18-Octobre (façades nord)                               | 48° 04′ 15″ nord, 1° 19′ 43″ est | « PA00097058 » | Inscrit                                | 1953      | Immeuble                                           |
| Immeuble                                           | 33 place du 18-Octobre (façades nord)                               | 48° 04′ 15″ nord, 1° 19′ 43″ est | « PA00097059 » | Inscrit                                | 1953      | Immeuble                                           |
| Immeuble                                           | 34 place du 18-Octobre (façades nord)                               | 48° 04′ 15″ nord, 1° 19′ 42″ est | « PA00097060 » | Inscrit                                | 1953      | Immeuble                                           |
| Immeuble                                           | 35 place du 18-Octobre (façades nord)                               | 48° 04′ 15″ nord, 1° 19′ 42″ est | « PA00097061 » | Inscrit                                | 1953      | Immeuble                                           |
| Immeuble                                           | 36 place du 18-Octobre (façades nord)                               | 48° 04′ 15″ nord, 1° 19′ 42″ est | « PA00097062 » | Inscrit                                | 1953      | Image manquante Téléverser                         |
| Immeuble                                           | 37 place du 18-Octobre (façades nord)                               | 48° 04′ 15″ nord, 1° 19′ 42″ est | « PA00097063 » | Inscrit                                | 1953      | Image manquante Téléverser                         |
| Immeuble                                           | 38 place du 18-Octobre (façades nord)                               | 48° 04′ 15″ nord, 1° 19′ 41″ est | « PA00097064 » | Inscrit                                | 1953      | Image manquante Téléverser                         |
| Immeuble de la pharmacie du cadran                 | 39 place du 18-Octobre (façades nord)                               | 48° 04′ 15″ nord, 1° 19′ 41″ est | « PA00097065 » | Inscrit                                | 1953      | Immeuble de la pharmacie du cadran                 |
| Ancienne usine Optique et Précision de Levallois   | route de Jallans                                                    | 48° 04′ 24″ nord, 1° 21′ 18″ est | « ACR0000315 » | Architecture contemporaine remarquable | 2016      | Image manquante Téléverser                         |

## Objets classés ou inscrits en tant que monuments historiques
Fin 2023, Châteaudun compte 51 objets monuments historiques, la plupart conservés dans des édifices eux-mêmes monuments historiques ; 46 objets sont classés et 5 inscrits.
Une très grande majorité de ces objets, 35 soit 69 %, sont abrités dans le château de Châteaudun. L'église Saint-Valérien en conserve 7, l'église de la Madeleine 5, l'église Saint-Jean-de-la-Chaîne 3 et le musée municipal 1.